# Igreja de São Caetano (Munique)

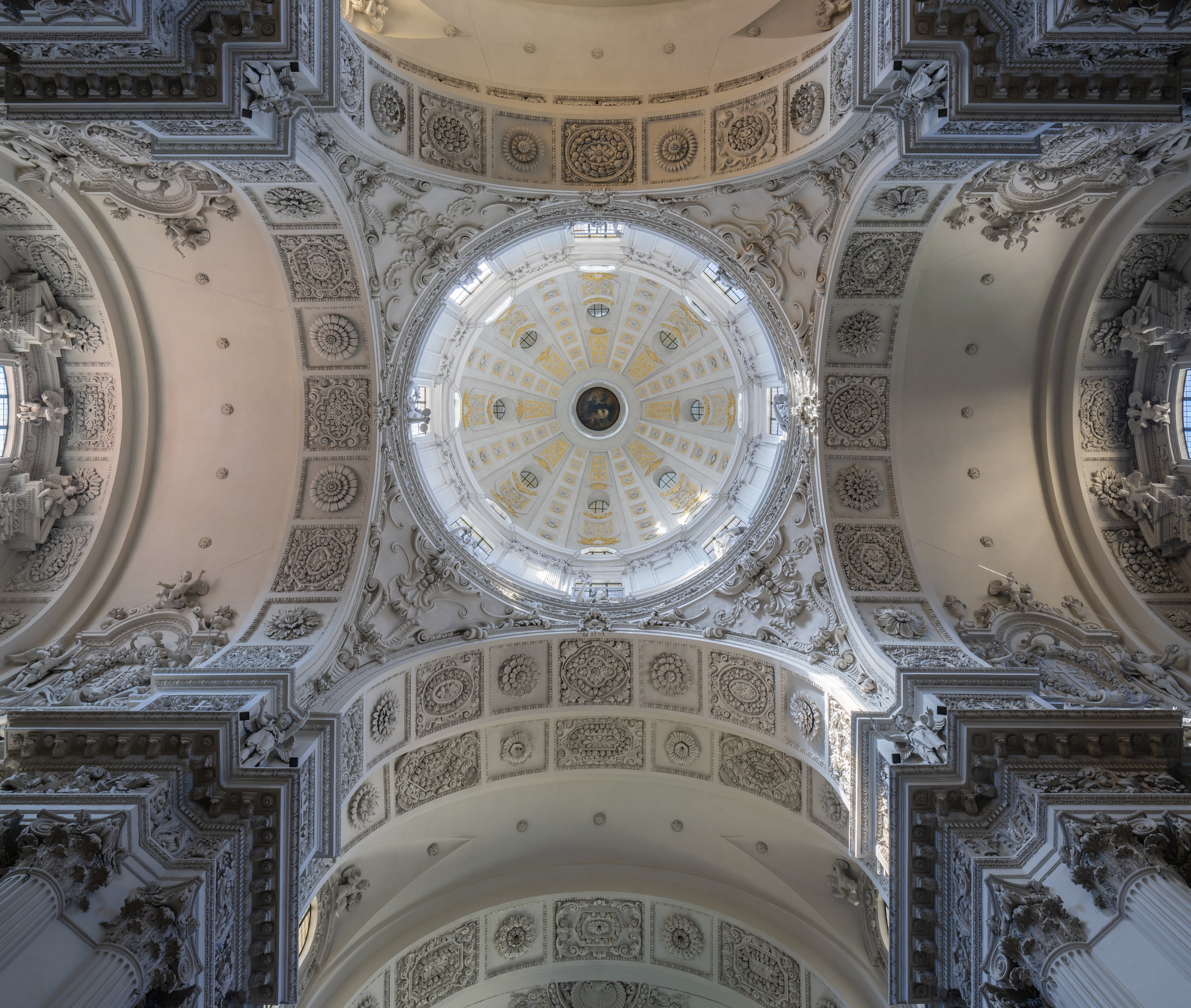
A cúpula, Theatinerkirche (2023), cúpula e transeptos laterais decorados com estuque branco, obra do século XVII de Giovanni Niccolò Perti com a ajuda de Giovanni Antonio Viscardi e Abraham Leuthner

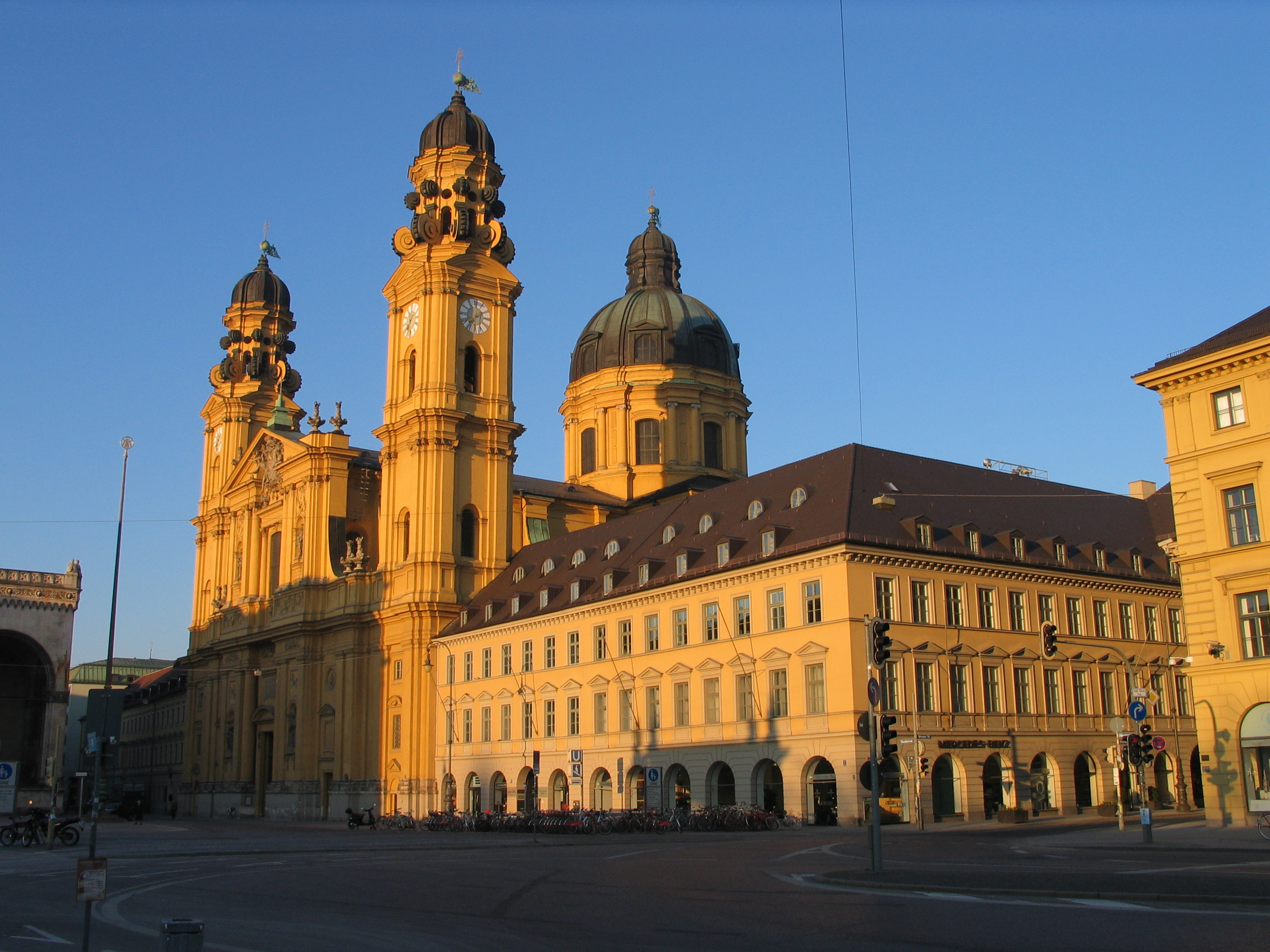
A igreja e o convento

A Theatinerkirche ou Igreja dos Teatinos e São Caetano, é uma igreja dedicada a São Caetano, localizada no centro de Munique, Alemanha, e construída entre 1663 e 1690.
A igreja foi construída em estilo do alto barroco italiano, inspirada em Sant'Andrea della Valle em Roma, e projetada pelo arquiteto italiano Agostino Barelli . O seu sucessor, Enrico Zuccalli , adicionou duas torres (64,6 metros (212 pés) de altura), que não foram originalmente incluídas nas plantas, e completou a cúpula (71 metros (233 pés) de altura) em 1690. A igreja tem um comprimento de 72 metros (236 pés) e largura de 15,5 metros (51 pés). A fachada em estilo rococó de François de Cuvilliés projetada em 1765, foi concluída em 1768. A aparência mediterrânea e a coloração amarela se tornaram um símbolo bem conhecido da cidade e tiveram um impacto duradouro na arquitetura barroca no sul da Alemanha.
A basílica tem planta em cruz latina dividida em três naves e coberta por abóbadas de berço, transepto com cúpula central e capelas laterais profundas. O pedestal foi concluído em 1672 e o comasco Giovanni Niccolò Perti iniciou a decoração em estuque branco com a ajuda de Giovanni Antonio Viscardi e Abraham Leuthner..

## Panteão dos reis da Baviera
Na igreja encontram-se, entre outros, túmulos da Casa de Wittelsbach:
- Maximiliano I José da Baviera e sua esposa Carolina de Baden
- Luís I e sua esposa Teresa da Baviera
- Maximiliano II e sua esposa Maria da Prússia
- Oto I da Grécia e sua esposa Amália de Oldemburgo
- Carlos VII, Sacro Imperador Romano-Germânico
- Maximiliano III José, Eleitor da Baviera
- Carlos Teodoro da Baviera
- Ruperto, Príncipe Herdeiro da Baviera